# Nippon Sōda
Nippon Sōda (jap. 日本曹達株式会社, Nippon Sōda kabushiki kaisha, engl. Nippon Soda Co. Ltd., kurz: Nissō (日曹)) ist ein japanisches Chemieunternehmen.
Das Unternehmen begann 1920 mit der Natriumhydroxid-Herstellung per Chloralkali-Elektrolyse. Heute besitzt Nippon Sōda Natriumcarbonat-Werke in Nihongi (Jōetsu), Takaoka, Mizushima (Kurashiki) und Chiba (Ichihara). Nippon Sōda stellt auch Phosphoroxychlorid, Calciumhypochlorit und den umstrittenen Thermopapier-Entwickler D-8 her. Zu den Produkten gehören außerdem Polybutadien-Öle, die Fungizide Iminoctadin-triacetat (Befran), Thiophanat-methyl (Topsin-M) und Cyflufenamid (Vegas) sowie die Insektizide Acetamiprid (Mospilan), Tebufenozid (Romdan) und das Akarizid Hexythiazox (Nissorun).:11 Die Düsseldorfer Tochtergesellschaft Nisso Chemical Europe ist für den Pflanzenschutzmittelvertrieb in der EU zuständig.
Nippon Sōda bildete das Kernunternehmen des nach dem Krieg zerschlagenen Nissō-Konzerns.
2011 wurde die französische Alkaline S.A.S. mit ihrer Tochtergesellschaft Métaux Spéciaux (MSSA) übernommen.